# Équipe de Tunisie de volley-ball en 1987
L'équipe de Tunisie de volley-ball bat le 12 décembre 1987 le Cameroun en finale du championnat d'Afrique sur un score net et remporte son quatrième titre africain, synonyme de qualification aux Jeux olympiques de Séoul.

## Matchs
| Date             | Lieu      | Adversaire | Score | Durée | Compétition | Meilleur marqueur | Référence |
| septembre 1987   | Lattaquié | Turquie    | 3-1   | -     | JM          | -                 |           |
| décembre 1987    | Tunis     | Cameroun   | 3-1   | -     | CHAN        | -                 |           |
| décembre 1987    | Tunis     | Égypte     | 3-1   | -     | CHAN        | -                 |           |
| 12 décembre 1987 | Tunis     | Cameroun   | 3-0   | -     | CHANF       | -                 |           |

JM : match des Jeux méditerranéens de 1987 ;
CHAN : match du championnat d'Afrique 1987.
F Finale

## Sélections
Sélection pour le championnat d'Afrique 1987
- Mourad Tebourski, Khaled Keskes, Faouzi Chekili, Faycal Laaridhi, Mohamed Kaabar, Kaddour Raissi, Msadek Lahmar, Abdelaziz Ben Abdallah, Ghazi Mehiri, Issam Belhaj, Raouf Chenoufi
- Entraîneur :  Hubert Wagner